# Кошак Андрій Васильович
Андрій Васильович Коша́к (26 жовтня 1917, Москалівка — 25 жовтня 1981, Косів) — український радянський майстер різьблення по дереву; член Спілки радянських художників України.

## Біографія
Народився 26 жовтня 1917 року в селі Москалівці (нині в межах міста Косова Івано-Франківської області, Україна). Спеціальної художньої освіти не мав. Член ВКП(б) з 1947 року.
Мешкав у місті Косові, в будинку на вулиці Ірчана, № 102. Помер у Косові 25 жовтня 1981 року.

## Творчість
Працював у галузі декоративного мистецтва (різьблення по дереву, інкрустація). Виготовляв декоративні тарілки, шкатулки, рахви, письмові прибори, баклаги.
Брав участь у республіканських виставках з 1949 року, зарубіжних — з 1957 року.
Окремі роботи зберігаються в Музеї етнографії та художнього промислу у Львові.